# Drimys brasiliensis
Drimys brasiliensis é uma espécie de plantas da família winteraceae, conhecida popularmente como cataia ou casca d’anta, é nativa do Brasil, e sua distribuição está associada às regiões de ocorrência da Floresta ombrófila mista e da Floresta ombrófila densa.

## Subespécies
- Drimys brasiliensis subsp. sylvatica
- Drimys brasiliensis subsp. subalpina
- Drimys brasiliensis subsp. brasiliensis

## Etimologia
Drymis significa picante em grego, sabor da casca, brasiliensis é em alusão ao habitat onde foi coletado  o tipo.

## Descrição
Árvore perenifólia, heliófita, espécie secundária tardia ou clímax tolerante a sombra. Sua altura atinge até 15 m e seu diâmetro 40 cm.

## Distribuição
Esta espécie é nativa do Brasil, ocorre nas regiões Nordeste, Centro-Oeste, Sudeste e Sul.